# 飯田氏 (三宝院)
飯田氏（いいだし）は、日本の氏族。姓は源朝臣。信濃国の出である。三宝院門跡坊官、諸大夫の家。地下家。

## 出自
『地下家伝』によると、祖は源経基の子・源満政とされる。満政は信濃国の飯田城主であり、その正嫡・五郎家義（ただし『尊卑分脈』など他の系図には見えない）の孫・源五郎家秀は京にいた足利尊氏に仕えたたため山城国宇治郡の南小栗栖に小城を築いたという。その子・俊永と長子の太郎は足利義詮に信濃国に帰国するように命じられ、次男の次郎越中守（治部卿）永盛は足利義満の猶子・満済が三宝院に入山する際に久我具道の猶子となり坊官として満済に仕えたという。

## 歴代当主
| 代   | 氏名     | 備考                             |
| ---- | -------- | -------------------------------- |
| 初代 | 源満政   | 鎮守府将軍・伊豆守               |
| 2    | 飯田家義 |                                  |
| 3    | 不明     |                                  |
| 4    | 飯田家秀 | 家義の孫、足利尊氏為供奉         |
| 5    | 飯田永盛 | 越中守後治部卿、法印、満済御代   |
| 6    | 飯田胤盛 | 治部卿、法印、義賢御代           |
| 7    | 飯田家胤 | 治部卿、法印、義覚御代           |
| 8    | 飯田承盛 | 越中法眼、同御代から政紹御代     |
| 9    | 飯田宗純 | 大弐法眼、政紹御代               |
| 10   | 飯田純盛 | 宮内卿法眼、承堯御代             |
| 11   | 飯田舜盛 | 宮内卿法印、義演御代             |
| 12   | 飯田良盛 | 大弐法橋、同御代                 |
| 13   | 飯田家清 | 従五位下左近大夫、同御代、有髪   |
| 14   | 飯田家純 | 左近、同御代                     |
| 15   | 飯田家信 | 初左近後備後、同御代             |
| 16   | 飯田家広 | 初左近後備後、覚定御代           |
| 17   | 飯田家貞 | 初左近後備後、同御代から高賢御代 |
| 18   | 飯田家里 | 左近、同御代                     |
| 19   | 飯田明夫 |                                  |
| 20   | 飯田秀夫 |                                  |
| 21   | 飯田胤明 |                                  |
| 22   | 飯田峻明 |                                  |
| 23   | 飯田経明 | 法印明文男                       |
| 24   | 飯田経夫 |                                  |
| 25   | 飯田明盛 |                                  |
| 26   | 飯田春澄 |                                  |
| 27   | 飯田明雍 |                                  |